# Powiat Wrocławski
Der Powiat Wrocławski ist ein Powiat (Kreis) südlich und östlich der niederschlesischen Hauptstadt Breslau (Wrocław) in Polen. Er gehört der Woiwodschaft Niederschlesien an, Kreisstadt ist das kreisfreie Breslau. Auf einer Fläche von 1.116 km² leben rund 100.000 Einwohner.

## Städte und Gemeinden
Der Powiat Wrocławski umfasst drei Stadt- und Landgemeinden sowie sechs Landgemeinden:
Einwohnerzahlen vom 31. Dezember 2020

### Stadt- und Landgemeinden
- Kąty Wrocławskie (Kanth; bis 1930 Canth) – 26.032
- Sobótka (Zobten am Berge) – 12.872
- Siechnice (Tschechnitz) – 24.142

### Landgemeinden
- Czernica (Tschirne) – 17.638
- Długołęka (Langewiese) – 35.144
- Jordanów Śląski (Jordansmühl) – 3197
- Kobierzyce (Koberwitz) – 22.154
- Mietków (Mettkau) – 3737
- Żórawina (Rothsürben) – 11.406

Alle Hauptorte der Stadt- und Landgemeinden besitzen das Stadtrecht. Eine Ausnahme bildete bis Ende 2009 die Gmina Siechnice (Tschechnitz), deren namensgebender Hauptort bis dahin das Dorf Święta Katarzyna (Kattern) war und erst zum 1. Januar 2010 die Stadt Siechnice wurde.
Das Kreisgebiet ist nicht identisch mit dem früheren Landkreis Breslau.